# دريد سكوت ضد ساندفورد
دريد سكوت ضد ساندفورد كان قرارًا تاريخيًا للمحكمة العليا للولايات المتحدة قضت فيه المحكمة بأن دستور الولايات المتحدة لم يكن يقصد به تضمين الجنسية الأمريكية للأشخاص المنحدرين من أصل أفريقي، بغض النظر عما إذا كانوا مستعبدين أو أحرارًا، وبالتالي فإن الحقوق والامتيازات التي يمنحها الدستور للمواطنين الأمريكيين لا يمكن أن تنطبق عليهم. بنفس القدر من الأهمية منعت المحكمة العليا الكونغرس من تحظير الإستعباد في اماكن تحت سيطرته. في رأي المؤرخين أدى القرار إلى تفاقم النزاع بين الشمال و الجنوب و من ثمة إلى الحرب الأهلية.